# Psycho!
Psycho! fu una rivista a cadenza mensile, specializzata in musica heavy metal, nata nel 1996 e chiusa nel 2005.

## Storia
Psycho! nacque nel novembre del 1996 da un'idea di Francesco "fuzz" Pascoletti, che ne divenne il direttore editoriale trovando la produzione editoriale nella Magic Press Edizioni. La linea editoriale copriva un target di pubblico interessato alla musica metal più classica, ma anche aperto alla contaminazione con la musica post-industriale, con il rock gotico e soprattutto con l'hardcore punk.
Il primo numero uscì nelle edicole con il sottotitolo "Musica violenta ed altre brutte storie" e dedicava la copertina ai Type O Negative, con articoli su band storiche del metal come Motörhead, Ronnie James Dio, Manowar, ma anche all'hardcore con i Corrosion of Conformity, al glam punk con D Generation, al punk rock dei Neurotic Outsiders ed al'industrial rock degli italiani Meathead. In redazione spiccavano i nomi di Gianni Della Cioppa e Luca Collepiccolo.
Negli anni a seguire, la rivista allegò spesso una compilazione in CD con selezioni di ultime uscite.
Psycho! chiuse nella primavera del 2005